# London Fields (film)
London Fields è un film thriller del 2018 diretto da Mathew Cullen e basato sul romanzo omonimo del 1989 di Martin Amis. Il film ha come protagonisti Amber Heard, Jim Sturgess, Theo James, Jason Isaacs, Cara Delevingne e Billy Bob Thornton.

## Trama
La femme fatale Nicola Six ha dei poteri da chiaroveggente e, proprio grazie ad essi, scopre che morirà a breve per mano di un uomo. Per scoprire l'identità del suo assassino seduce tre uomini.

## Accoglienza

### Critica
Sull'aggregatore di recensioni Rotten Tomatoes, il film riceve lo 0% delle recensioni professionali positive con un voto medio di 2,6 su 10, basato su 35 critiche. Il sito Pills of Movies ritiene che le vicende legali che hanno accompagnato la produzione del film siano più interessanti del film stesso, evidenziando al contempo la sensualità del personaggio interpretato da Amber Heard e l'inconsistenza della sceneggiatura.

### Incassi
Nel weekend di apertura il film ha incassato nelle sale statunitensi poco più di 160 000 dollari. Con un budget di 8 milioni e un guadagno totale di 487 420 dollari, London fields è tra i peggiori incassi del decennio.